# Aeroportul Woja
Aeroportul Woja (IATA: WJA) este un aeroport din Insulele Marshall ce deservește zona Ailinglaplap Atoll⁠(d).
Situat la o altitudine de 1 m, aeroportul dispune de o singură pistă.